# Noisy
株式会社Noisy（ノイジー）は日本のクリエイティブカンパニー。代表取締役は一瀬貴之、岩淵紗貴。

## 概要
MOSHIMOのギタリストである一瀬貴之が代表者を務めるマネジメント事務所。当初はKOGA RECORDS内のプライベート・レーベルとして立ち上げられた。
アーティストマネジメント、音楽・映像作品の企画・制作・販売、音楽著作権の取得・管理・運用、スタジオ運営、イベントの企画・制作・運営、アパレル・キャラクター商品の企画・制作・販売を行なっている。

## 所属アーティスト

### Noisy Lab[3]
- MOSHIMO[4]
- 酒村ゆっけ、[4]
- シンガーズハイ[5]
- パーカーズ[5]

### Noisy IDOL[3]
- キングサリ [6]

### かつて所属していたアーティスト
- the huckle berries（2023年5月17日解散）